# Мел (висота звуку)

Графік залежності висоти звуку в мелах від частоти коливань

Мел — психофізична одиниця висоти звуку, застосовується в музичній акустиці. Назва посходить від слова «мелодія».
Мел-шкала застосовується для формування mel-частотних коефіцієнтів (MFCC) при тренуванні нейронних мереж, призначених для розпізнавання мови.

## Формула
Існують різні варіанти формул для переходу між частотою (Гц) і висотою звуку в мелах.
Поширений варіант виглядає так:
{\displaystyle m=2595\log _{10}\left(1+{\frac {f}{700}}\right)=1127\ln \left(1+{\frac {f}{700}}\right)}
Зворотне перетворення:
{\displaystyle f=700\left(10^{\frac {m}{2595}}-1\right)=700\left(e^{\frac {m}{1127}}-1\right)}